# Shammai
Shammai (50 a.C. circa – 30 circa) è stato un rabbino ebreo antico, figura importante della Mishnah, Tannà, ed Av Beit Din, vice nel Sinedrio.

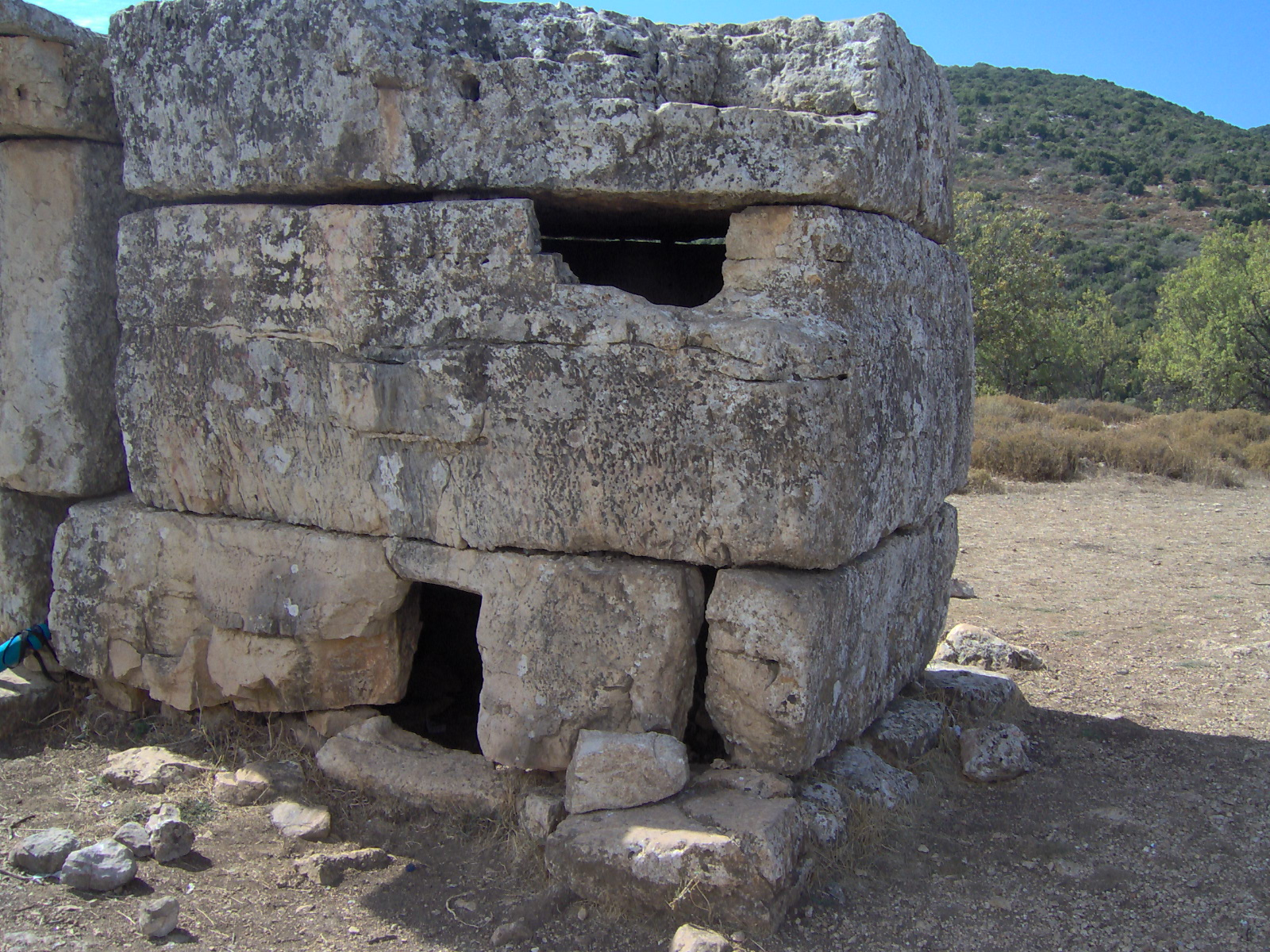
La tomba di Shammai

È stato uno tra i più famosi maestri delle religione ebraica e fondatore di una scuola. Per vivere faceva il costruttore mentre nel campo religioso ha dato inizio alle prime discussioni di Halakhah con il suo collega Hillel, che come lui era stato studente dei Maestri della generazione precedente, Shemaya e Avtalyon. La sua attitudine era in generale più conservatrice verso l'Halakhah rispetto a Hillel. 

Mentre Hillel era di indole paziente, il rigore intellettuale di Shammai non sopportava i provocatori. In un noto racconto talmudico sui due Maestri, Shammai respinse la domanda provocatrice di un importuno, che egli non considerava serio nella sua richiesta, mentre Hillel fu più conciliante e diede una risposta, semplice nella formulazione ma ricca di significati (cfr Ghiur). Benché prima l'Halakhah sia secondo l'opinione di Hillel, nell'era messianica essa è secondo quella di Shammai (cfr Yosef Karo: Shulchan Arukh), anche nel Mishneh Torah si afferma infatti che ciò avviene per i divieti ed i permessi ma non per altra Halakhah.
Diede origine ad una sua scuola di pensiero chiamata Bet Shammai, che fu protagonista di numerose discussioni talmudiche con gli omologhi interlocutori della scuola di Hillel, Bet Hillel.